# Philophylla nummi
Philophylla nummi är en tvåvingeart som först beskrevs av Munro 1935.  Philophylla nummi ingår i släktet Philophylla och familjen borrflugor.
Artens utbredningsområde är Taiwan. Inga underarter finns listade i Catalogue of Life.